# ابن مهاجر من سورية
ابن مهاجر من سورية لوحة جدارية للفنان الغرافيتي بانكسي عام 2015. رسمت الجدارية في غابة كاليه، وهو لقب لمخيم يقع قرب كاليه، فرنسا، حيث عاش المهاجرين وهم يحاولون دخول المملكة المتحدة. العمل الفني يصور المؤسس المشارك والرئيس التنفيذي السابق لشركة أبل ستيف جوبز، وهو ابن مهاجر سوري إلى الولايات المتحدة الأمريكية، كمهاجر خلال رحلة السفر.

## روابط خارجية
- "جداريات بانكسي تظهر في كاليه 'الغابة" "، فيديو من قبل الغارديان

1. ↑   http://diglib.library.vanderbilt.edu/act-imagelink.pl?RC=58428. اطلع عليه بتاريخ 2022-03-30. {{استشهاد ويب}}: |url= بحاجة لعنوان (مساعدة) والوسيط |title= غير موجود أو فارغ (من ويكي بيانات) (مساعدة)